# ミラクルファイブ
ミラクルファイブ (Miracle Five) は、長谷川五郎が考案しメガハウスより発売されたボードゲームのひとつ。

## 概要
2007年に日本で発売され、2009年には米国でも発売された。
日本オセロ連盟を通じて購入することができるほか、同連盟の公式サイトでコンピュータを相手に対局することができる。

## 盤と駒
盤は10×9の90マスで、外周と中央横1列の42マスが青色、それ以外の48マスが緑色に塗られている。
駒は楕円柱状で、昼と夜の2種類がある。昼駒は白色で、片面に赤い太陽の記号が描かれている。夜駒は黒色で、片面に黄色い三日月の記号が描かれている。

## 種類
全部で8種類のゲームができる。大きく分けると4種類である。全てのゲームで夜駒側が先手となる。

### ミラクルファイブ（スペースウォーク[注 1]）
西遊記をモチーフにした五目並べ。緑マスを地上界、青マスを宇宙界と呼ぶ。基本ルールと第二ルールの2種類がある。
基本ルールでは昼・夜駒は縦横に1マスだけ動かすことができ、太陽・月駒は斜めにも1マス動かすことができる。最初に打つときは昼・夜駒の状態で打ち、動かしたあとに太陽・月駒に成ることができる。第二ルールでは昼・夜駒はチェスのキングと同じ動き、太陽・月駒はチェスのナイトと同じ動きである。最初に太陽・月駒の状態で打つこともでき、動かしたあとに太陽・月駒から昼・夜駒に戻ることもできる。
縦・横・斜めに隣接する敵駒があった場合は、通常の動きのほかに敵駒を何個でも飛び越すことができる。
宇宙界にある駒は通常の動きのほかに他の駒にぶつからない限り宇宙界を自由に進むことができる。これを「宇宙遊泳」という。
三三などの禁手は存在しない。盤上のどこでも自駒が1直線上に5個並べば勝ちとなる。

### アタック
三国志をモチーフにした即決ゲーム。中央の青マスを青空と呼ぶ。
自分側の横1列に昼・夜駒を並べ、互いに2駒ずつ裏返して太陽・月駒にする。全ての駒は前方にいくらでも、横にも1マス進むことができるが後退はできない。太陽・月駒は斜め前方に1マス動かすこともできる。青空にある駒は横に何マスでも移動することができる。駒を取れるのは隣接するマスに敵駒があるときのみ。
最上段の敵陣に自駒が突入し、次の手で敵に取られなければ「完全突入」といって勝ちとなる。

### テンゲスト（スカイゲスト[注 2]）
アラビアンナイトの「天からのお客様」をモチーフにした、チェッカーに似たゲーム。基本ルールと上級ルールの2種類がある。
このゲームは盤が少し異なり、紙または布製の盤を上に重ねてプレイする。青マスは外周のみで宇宙界と呼ぶ。内側のマスは地上界と呼び、市松状に白と緑または赤に塗り分けられる。両側の最も手前の8マスが赤、それ以外の20マスが緑である。赤マスを本陣と呼ぶ。白マスに駒が移動することはない。
両者12個ずつの駒を4×3になるように赤と緑のマスに配置する。基本ルールでは2段目の4個が太陽・月駒で男性の駒、残りの8個が昼・夜駒で女性の駒となる。駒は斜めに進むが、必ず前進しなければならない。ただし移動途中の後退は許されており、1手の中での最終的な到達点が元の位置より前方にあればよい。隣接する駒は自駒・敵駒を問わず飛び越せる。また宇宙界に来た駒は何度でも同角度で反射することができるが、宇宙界にとどまることはできない。これを「宇宙反射」という。上級ルールでは1手ずつ夜・月駒と昼・太陽駒を交互に12マスの中に配置し、全て置き終わってから駒を動かす。男性の駒と女性の駒は基本ルールと同じである。
敵同士の男性の駒と女性の駒が隣接するとチェックとなり、相手は次の手番でチェックされた駒を動かさなければならない。ただし、動かせる場所がない場合はノーチェックとなり、違う駒を動かしてよい。
相手の本陣を全て自駒が占領すれば勝ちとなる。

### ダイナミックレース

#### ツースリー
100メートル走をモチーフにしたゲーム。
2×7の専用の盤を上に重ねてプレイする。夜駒と昼駒をそれぞれ手前の6マスに配置する。前方に1マス進み、敵駒を何個でも飛び越すことができる。前方に動かせない場合は後退するが、この時にも敵駒を飛び越すことができる。斜めには進めない。
6駒全てを敵陣に進めれば勝ちとなる。

#### ナインゲーム
マラソンをモチーフにしたゲーム。
3×9の専用の盤を上に重ねてプレイする。夜駒と昼駒をそれぞれ手前の9マスに配置する。駒の動かし方はツースリーと同じである。
9駒全てを敵陣に進めれば勝ちとなる。

#### Dレース
400メートル障害走をモチーフにしたゲーム。このゲームのみ最大4人までプレイできる。
左下の角のマスに駒を置き、サイコロを振って出た目の数だけ青マス上を反時計回りに進める。中央の列の分岐点のマスに止まった場合は、中央の列を通る近道を進む。途中で相手に追いついた場合は相手の駒の上に乗ることができ、相手はその駒を乗せたまま動かして到達点で解放する。
一番早く出発点のマスに戻った者が勝ちとなる。

## セルゴ
- ミラクルファイブの元となったのは、長谷川五郎が1970年代に考案した『セルゴ[注 3]』である。
- セルゴ盤は10×9で、ミラクルファイブ盤のような五段目に横断する（盤を鳥瞰すると日の形）■（宇宙空間）が無く、端の1列と10列のマス以外は□（地上界）である（盤を鳥瞰すると口の形）。）

（セルゴ盤の五段目は■□□□□□□□□■、ミラクルファイブの五段目は■■■■■■■■■■である）
●×12 成ると月
○×12 成ると太陽
- 黒から始めて五目並べたら勝ち

- 打つ他に、□（地上界）では縦横1枡動かすのも可
（12駒すべて打ち終えたら、動かすのみ。）
- 敵の駒を取ったり、自分の駒を手駒に戻したりは出来ない
- 敵の駒は何個並んでいても、次の枡が空いていれば飛び越え可
（チェッカーのように連続で飛び越えは不可。）
- ■（宇宙空間）は駒にぶつかるまで移動が可。駒の手前で止まる。
- ■（宇宙空間）に入った駒は成り月または太陽の成駒（将棋の王将の動き）となる。（将棋のように不成は不可。また、次の手番で■（宇宙空間）から出ても成駒のまま）
- ■（宇宙空間）に打っても、いきなりは成れず。次の手番で動かして成る（■（宇宙空間）から□（地上界）へ出ても成り）。
- 三々・四々・六連も白黒ともに反則ではない
- セルゴは、のちに「ニューセルゴ[注 4]」を経て「ソクラテス（宇宙遊泳）」、そして現在の「ミラクルファイブ（スペースウォーク）」に改変されている。